# Romulo Cincinato

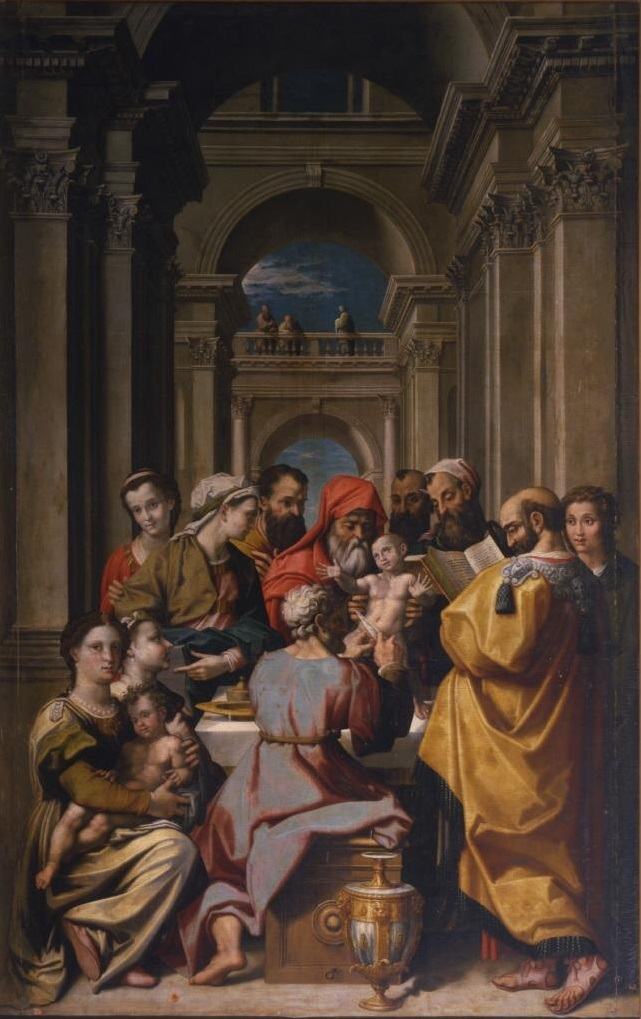
La circuncisión (Deutsch: Die Beschneidung) von 1573, ursprünglich für einen jesuitischen Kirchenaltar in Cuenca, wird in der Real Academia de Bellas Artes de San Fernando aufbewahrt.

Rómulo Cincinato (* 1502 (?) in Florenz; † 1593 in Madrid) war ein italienischer Renaissancemaler des Manierismus, der in Spanien wirkte.
Cincinato war Anhänger des Florentiners Francesco Salviati und wurde 1557 von Luis de Zúñiga y Requesens, zu dem Zeitpunkt der spanische Botschafter am Heiligen Stuhl, an den spanischen Hof von Philipp II. geholt. In Spanien arbeitete er für die Krone am Real Sitio de San Lorenzo de El Escorial, für die römisch-katholische Kirche und zwischen 1578 und 1580 für die einflussreiche kastilische Adelsfamilie de Mendoza (im Palacio del Infantado, Guadalajara).
Seine beiden Söhne, Diego Rómulo Cincinato und Francisco, wurden ebenfalls Maler. Diego malte u. a. für Fernando Afán de Ribera, den dritten Herzog von Alcalá.